# جائزة غونكور في الشعر

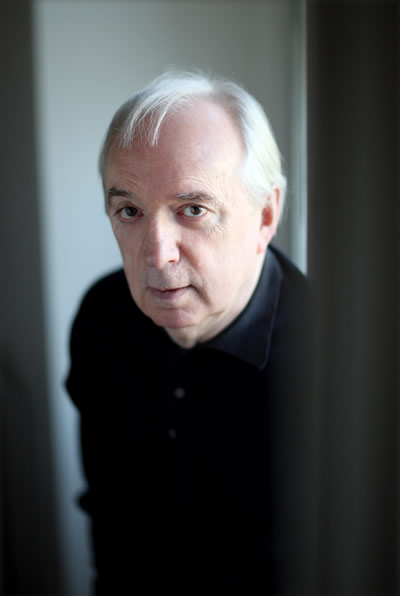

جائزة غونكور في الشعر وتُسمى أيضا غونكور للشعر ومن قبل كانت تسمى منحة غونكور للشعر، وهى جائزة أدبية تمنح سنوياً من قبل أكاديمية غونكور على هامش جائزة غونكور. تأسست في عام 1985 من خلال وصية أدريان برتراند (جائزة غونكور عام 1914). وتعطى هذه الجائزة لمجموعة أعمال الشاعر وليس لقصيدة أو كتاب معين بخلاف جائزة غونكور الأصلية والجوائز الأخرى.

## قائمة الحائزين على الجائزة
الحائزون على المنحة وجائزة غونكور في الشعر:
- 1985: كلود روي
- 1986: تم تأجيلها إلى السنة التالية
- 1987: إيف بونفوا
- 1988: أوجين غيلفيك
- 1989: آلان بوسكيه
- 1990: تشارلو لوكوينترك
- 1991: جان-كلود رينار
- 1992: جورج-إيمانويل كلانسيه
- 1993: منحة غير مخصصة
- 1994: منحة غير مخصصة
- 1995: ليونيل راي
- 1996: أندريه فيلتير
- 1997: موريس شاباز
- 1998: لوراند غاسبار
- 1999: جاك رضا
- 2000: ليليان ووترز
- 2001: كلود استبان
- 2002: أندريه شديد
- 2003: فيليب جاكوتيه
- 2004: جاك شيسكس
- 2005: تشارلز دوبزنسكي
- 2006: آلان جوفروي
- 2007: مارك آلن
- 2008: كلود فيجيه
- 2009: عبد اللطيف اللعبي
- 2010: غاي جوفيت
- 2011: فينوس غور جاتا
- 2012: جان كلود بيروت
- 2013: تشارلز جولييت